# Trà An
Trà An là phường thuộc quận Bình Thủy, thành phố Cần Thơ, Việt Nam.

## Địa lý
Phường Trà An có vị trí địa lý: 
- Phía đông giáp tỉnh Vĩnh Long và các phường Bình Thủy, Bùi Hữu Nghĩa
- Phía tây giáp phường Thới An Đông
- Phía nam giáp phường Long Hòa
- Phía bắc giáp tỉnh Vĩnh Long và phường Trà Nóc.

Phường Trà An có diện tích là 5,66 km², dân số năm 2007 là 5.339 người.

## Lịch sử
Phường được tách khỏi phường Trà Nóc vào tháng 11 năm 2007.